# Åke Johansson (fotbollsspelare)
Åke Johansson, född i Hjärtum, är en svensk snickare och tidigare fotbollsspelare.
Johansson spelade för Hjärtums IS, och är klubbens genom tiderna främsta målskytt med 547 mål på 649 matcher. Han gick 1985 från Hjärtum i division V till allsvenska Örgryte IS, men fick ingen speltid alls i det Öis som blev svenska mästare samma år. Han flyttade sedan tillbaka till Hjärtum innan han 1987 gick till Trollhättans FK i division II, där han gjorde fyra säsonger. Han avslutade sedan karriären hemma i Hjärtum. Han vann skytteligan varje år de sista fem åren, och idag[när?] är Johansson ungdomstränare i klubben.
Till yrket är Johansson snickare med eget företag.